# Rasmus Claussen

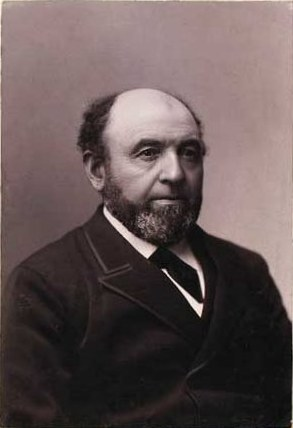
Rasmus Claussen

Rasmus Claussen (* 3. Februar 1835 in Helletofte, Bøstrup, Langeland; † 5. August 1905 in Frederiksberg) war ein dänischer Politiker der Liberalen Partei (Venstre), der unter anderem zwischen 1894 und 1895 Präsident des Folketing war.

## Leben
Rasmus Claussen, Sohn eines Bauern, erhielt nach der regulären Schulzeit keine weitere Ausbildung und übernahm 1859 den Bauernhof seiner Mutter. Er gründete 1862 eine Knochenmühle und wurde 1865 Pfarrer in der Gemeinde Bødstrup. 1870 zog er auf die Insel Falster und wurde Mitglied des Vorstands der Gesellschaft zur Trockenlegung des dortigen Staugebietes Bøtø Nors, des Vorstands von Feuerversicherungsgesellschaften Brandforsikringen Lolland-Falster und Langelands Brandforsikringsselskab. Bei der Folketingswahl 1872 wurde er erstmals zum Mitglied des Parlaments (Folketing), der zweiten Kammer des Reichstages (Rigsdag), gewählt. 1873 gründete er die Tageszeitung „Lolland-Falsters Folketidende“ und erwarb zudem 1873 die Tageszeitung „Nakskov Tidende“, mit denen er Agitation für die Sache der konservativ-liberalen Linkspartei Venstre betrieb und dadurch eine gewisse Machtposition in Maribo Amt erlangte. 1878 trat er dem Venstre-Flügel unter der Führung von Christen Berg bei, schloss sich aber bereits 1879 dem Parteiflügel von Viggo Hørup an. Er engagierte sich während der Übergangszeit (Provisorietiden) für die Bildung von Schützenvereinen sowie die Steuerverweigerung und wurde von der Regierung von Ministerpräsident Jacob Brønnum Scavenius Estrup zu drei Monaten Gefängnis verurteilt.
In der Folgezeit war Claussen war Mitglied im gemeinsamen Vorstand der Venstre sowie Mitglied des Finanzausschusses des Folketing. 1889 wurde er zum Zweiten stellvertretenden Vorsitzenden des Folketing gewählt und war damit einer der Stellvertreter von Parlamentspräsident Sofus Høgsbro, der ebenfalls der Venstre angehörte. 1892 wurde er einer der staatlichen Rechnungsprüfer (Statsrevisor), die überwachen, dass die Steuergelder so verwendet werden, wie es das Parlament beschlossen hat, und dass die Gelder so sinnvoll und effizient wie möglich verwaltet werden. Nach der Niederlage der Venstre bei der Folketingswahl 1892 distanzierte er sich von Frede Bojsen und stimmte 1894 als gemäßigter Vertreter seiner Partei für Verhandlungen mit der rechten Højre von Ministerpräsident Estrup. Als Nachfolger seines Parteifreundes Sofus Høgsbro übernahm er am 17. Dezember 1894 das Amt als Folketingets formand und bekleidete damit bis zum 16. April 1895 das Amt des Parlamentspräsidenten, woraufhin Sofus Høgsbro wiederum ihn in diesem Amt ablöste. 1899 trat er aus der Verhandlungspartei der Linken (Det forhandlende Venstre) aus, strebte aber keine Aufnahme in die Liberale Reformpartei (Venstrereformpartiet) an, sondern blieb bis zu seinem Rücktritt 1903 ein kritischer parteiloser Unabhängiger im Folketing.
Aus seiner Ehe mit Hanne Sophie Claussen ging der Schriftsteller und Dichter Sophus Claussen (1865–1931) hervor.